# Aeroportul San Carlos
Aeroportul San Carlos (IATA: SQL, ICAO: KSQL, FAA LID: SQL) este un aeroport din Comitatul San Mateo, California, Statele Unite ale Americii ce deservește zona San Carlos⁠(d). Aeroportul a fost tranzitat în 2019 de 10.138 de pasageri. A fost numit după zona deservită.
Situat la o altitudine de 2 m, aeroportul dispune de 1 pistă.

## Infrastructură

### Piste
Aeroportul dispune de o singură pistă. Pista 12/30 are suprafața de asfalt și dimensiunile 2.600 picioare × 75 picioare. 